# Antonio de la Torre Villalpando
Antonio de la Torre Villalpando (21 de septiembre de 1951-2 de agosto de 2021), fue un futbolista mexicano.

## Carrera deportiva
Fue campeón de liga con el Club América en 1975-76. Jugó en la selección de fútbol de México que participó en la Copa Mundial de Fútbol de 1978; también fue campeón con el Puebla FC, en la temporada 1982-83, dirigidos por Manuel Lapuente, jugaba como medio de contención. Terminó su carrera en el Atlas de Guadalajara.
Fue apodado como El Péndulo por el periodista mexicano de fútbol Ángel Fernández.

## Palmarés

### Como jugador

#### Campeonatos nacionales
| Título                     | Club    | País   | Año     |
| -------------------------- | ------- | ------ | ------- |
| Campeón de Campeones       | América | México | 1975-76 |
| Primera División de México | América | México | 1975-76 |
| Primera División de México | Puebla  | México | 1982-83 |

#### Campeonatos internacionales
| Título                          | Club    | País   | Año  |
| ------------------------------- | ------- | ------ | ---- |
| Campeonato de Naciones CONCACAF | México  | México | 1977 |
| Copa Campeones CONCACAF         | América | México | 1977 |
| Copa Interamericana             | América | México | 1978 |

## Participación en Copas del Mundo
| Mundial                        | Sede      | Resultado    |
| ------------------------------ | --------- | ------------ |
| Copa Mundial de Fútbol de 1978 | Argentina | Primera fase |